# Manuel Stark
Manuel Stark (* 26. November 1992 in Lichtenfels (Oberfranken)) ist ein deutscher Journalist und Autor. Er zählt zu den Experten der erzählerischen Wissenschaftskommunikation.

## Ausbildung
Stark wuchs in Marktzeuln auf. 2012 machte er sein Abitur am Gymnasium Burgkunstadt. Anschließend studierte er bis 2016 an der Otto-Friedrich-Universität Bamberg Philosophie und Kommunikationswissenschaft. Stark begann seine journalistischen Tätigkeiten während seines Studiums in Bamberg. In seiner Studienzeit schrieb Manuel Stark für die Studierendenzeitschrift Ottfried und arbeitete als freier Autor für Lokalzeitungen wie das Obermain-Tagblatt, den Fränkischen Tag oder die Neue Presse Coburg. Parallel war er von 2015 bis 2016 Stipendiat des einjährigen Mentoring-Programms für begabte Nachwuchsjournalisten des Internationalen Presse Clubs München.
2016 brach Stark sein Studium ab und begann eine journalistische Ausbildung zum Redakteur an der Deutschen Journalistenschule (DJS) in München, die er mithilfe von Stipendien der Karl-Gerold-Stiftung und der Walter-Hofmiller-Stiftung finanzierte. Er schloss die Ausbildung im März 2018 erfolgreich ab. Anschließend war er Stipendiat an der Reporter Akademie Berlin. Seine journalistische Ausbildung setzte er an der Reportageschule Reutlingen fort, wo er sich in erzählendem Schreiben weiterbildete.

## Journalistische Tätigkeiten
Manuel Stark zählt zu den Vertretern des deutschsprachigen Narrativen Journalismus. Bekannt wurde er für seinen Ansatz, Techniken des Erzählens in der Wissenschaftskommunikation zu nutzen. Er nutzt Erzählmethoden, um selbst schwierige Konzepte aus Natur- und Sozialwissenschaften auf eine Weise zu vermitteln, die ein breites Publikum sowohl verständlich informiert als auch lebendig unterhält. Die Branchenzeitschrift Journalist würdigte Stark in ihrer April-Ausgabe 2022 als einen mit diesem Ansatz erfolgreichsten Reporter des Landes.
Auch außerhalb des Wissenschaftsjournalismus, etwa durch seine Arbeit für Universitäten, wissenschaftliche Institute oder Forschungsgemeinschaften, gilt Stark als Experte im Bereich der erzählerischen Wissenschaftskommunikation.
Seit seinem Abschluss an der Deutschen Journalistenschule arbeitet Stark vor allem als freier Journalist. Seine Texte erscheinen in Medien wie Die Zeit, ZeitMagazin, Süddeutsche Zeitung Magazin, GEO oder Der Spiegel. 2021 war er als Redakteur Mitgründer des Die Zeit-Ressorts Green. 2023 wechselte er als Redakteur zum Wissenschaftsmagazin Science Notes, für das er neue Formen und Formate erzählerischer Wissenschaftskommunikation entwickelte. Seit Dezember 2024 arbeitet Stark als Wissenschaftsredakteur für die Neue Zürcher Zeitung.
Von 2022 bis Oktober 2024 war Manuel Stark Gastgeber und Host des SWR-Podcasts Nicht Witzig, in dem er jede Woche mit prominenten Persönlichkeiten, wie etwa Hazel Brugger, Bülent Ceylan oder Felix Lobrecht über ihr Leben abseits der Kunstfigur sprach. Häufig wurden Lebenskrisen und Schicksalsschläge, immer wieder aber auch gesellschaftspolitische Themen thematisiert, immer aus persönlicher Perspektive.

## Auszeichnungen und Nominierungen (Auswahl)
- 2018: Coburger Medienpreis – Nachwuchs National für die Reportage „Geteiltes Leid“, erschienen im Süddeutsche Zeitung Magazin
- 2018: Helmut-Stegmann-Preis – bundesweit bester Text eines Nachwuchsjournalisten für die Reportage „Geteiltes Leid“, erschienen im Süddeutsche Zeitung Magazin[17]
- 2020: Top30bis30 der Branchenzeitschrift medium-magazin,[18] gewählt unter die 30 besten Nachwuchstalente des deutschen Journalismus unter 30
- 2020: Coburger Medienpreis – Wellenschläger National für die Reportage „Warum geht Oma putzen?“, erschienen in der Zeit[19]
- 2020: Shortlist für den Deutschen Reporterpreis – beste Wissenschaftsreportage des Jahres, nominiert für die Reportage „Gut gebrüllt, Hamster!“, erschienen im Zeit-Magazin (28. November 2019)[20]
- 2021: Georg von Holtzbrinck Preis für Wissenschaftsjournalismus für die Reportagen „Was heißt hier 'autistisch'“ erschienen in der Zeit (6. August 2020), „Gut gebrüllt, Hamster“ erschienen im Zeit-Magazin (28. November 2019) und „Leben nach dem Tod“ erschienen im Science Notes (30. März 2021)[21]
- 2022: Wissenschaftsjournalismuspreis der Deutschen Gesellschaft für Ernährung für die Reportage „Wie grüne Gentechnik dem Getreideanbau helfen könnte“, erschienen auf Zeit Online (am 8. Oktober 2021)[22]

## Dozent
Neben seiner Tätigkeit als Autor tritt Stark auch als Sprecher und Dozent auf. Er unterrichtet zu Erzähltechnik und der Sogwirkung von Erzählungen im Bereich der narrativen Nichtfiktion, unter anderem für die Deutsche Journalistenschule, die Kölner Journalistenschule, das Reporter Forum Schweiz in Zürich, die Reporter Akademie Berlin, die Reportageschule in Reutlingen, die Otto-Friedrich-Universität Bamberg, die Johannes Kepler Universität Linz oder die Eberhard Karls Universität Tübingen.
Seit 2020 leitet er das Seminar Erzählen im Journalismus – die Reportage im Auftrag des Internationalen Presse Clubs München.

## Sonstiges
Manuel Stark ist Mitgründer der Autorengemeinschaft Hermes Baby, die sich für die Verbreitung und Weiterentwicklung des deutschsprachigen Erzähljournalismus einsetzt.
2021 diagnostizierte er in einem Essay für die Branchenzeitschrift medium-magazin, der deutschsprachige Journalismus habe Defizite im Verständnis der Darstellungsform der Reportage. Statt Protagonisten als Individuen gerecht zu werden, würden viele Reporter danach streben, Menschen auf Figuren zu reduzieren. Ein solches Vorgehen, kritisiert Stark, pervertiere das Erzählen und verlasse journalistische Standards, bestenfalls erzeuge es Kitsch, schlimmstenfalls politische Manipulation.
Seit 2022 ist Stark Juror des Coburger Medienpreises, Vorjuror beim Deutschen Reporterpreis und Mitglied der Prüfungskommission der Deutschen Journalistenschule. Von 2021 bis 2023 gehörte Stark zum Leitungsteam der Reporter Akademie Berlin, einer Fortbildungsstätte für Narrativen Journalismus.
Stark ist seit 2020 Mitglied der journalistischen Genossenschaft RiffReporter.